# Comodactylus ostromi
Comodactylus ostromi byl druh ramforynchoidního ptakoještěra, žijícího v období svrchní jury (stupně kimmeridž až tithon) na území dnešního Wyomingu v USA. Jeho fosílie byly objeveny ve svrchních částech souvrství Morrison. Jediným objeveným pozůstatkem je metakarpál, tedy kost z křídla tohoto létajícího plaza.